# Norbert Narach
 (décembre 2009).
Si vous disposez d'ouvrages ou d'articles de référence ou si vous connaissez des sites web de qualité traitant du thème abordé ici, merci de compléter l'article en donnant les références utiles à sa vérifiabilité et en les liant à la section « Notes et références ».
Norbert Narach, né le 7 février 1954 au Soler (Pyrénées-Orientales) et mort le 30 novembre 2009 à Thuir,, est un artiste, musicien, graphiste, poète, auteur, acteur et animateur radio français d'expression catalane et française.

## Biographie
Après une enfance à Auxerre, puis dans le village de Sournia, il rejoint Perpignan, alors en pleine effervescence culturelle, en 1969. On le retrouve à la guitare, en 1976, en tant qu'accompagnateur de la chanteuse Teresa Rebull, lors de concerts en France, Espagne et Algérie.
Coanimateur de la revue satyrique Truc de 1976 à 1982, animateur sur Radio Midi Soleil de 1984 à 1986, puis sur France Bleu Roussillon à partir de 1987, auteur de théâtre (On va encore se coucher tard) et de séries radiophoniques produites par Radio France (Crimes au soleil), Norbert Narach est également l'auteur d'ouvrages en français Perpignan, Pyrénées-Orientables et en catalan Aïkus d'aquí ainsi que d'interventions théâtrales décalées, aux tonalités humoristiques des créations pour le festival « Nits de cançó i música d’Eus », de nombreuses collaborations avec le musicien Pascal Comelade. 
Norbert Narach est le créateur de Bruixot, cheval auquel il s’adressait lors de ses chroniques matinales et quotidiennes sur France Bleu Roussillon, il est le créateur de « Celestina » une vision caustique de la vie des Pyrénées-Orientales présentées sous la forme de brèves dans l’hebdomadaire La Semaine du Roussillon. Il a longuement collaboré aux créations « Massacre sur la départementale » réalisées au festival d’Estagel « le Printemps déraisonnable ». Son dernier spectacle donnée à plusieurs reprises dans notre département « Un fil i una canya ».
En 22 ans sur France Bleu Roussillon, il a animé de nombreuses émissions et chroniques parmi lesquelles, « Les carrer major », la série de pub des magasins « Credo », « Les coups de marteau », « l’auto journal », « Si plou pas farà vent », « Brouillage », « sota la parra », « Dins del calaix », « Bruxot », « le Jogaki »« en attendant le TGV ». Il repose en paix à « Villeveille » ou « Baho de Conflent » les villages imaginaires qui ont pris vie dans les spectacles et les chroniques radiophoniques de Norbert.